# Ramsau im Zillertal
Ramsau im Zillertal település Ausztriában, Tirolban a Schwazi járásban található. Területe 8,96 km², lakosainak száma 1 574 fő, népsűrűsége pedig 180 fő/km² (2014. január 1-jén). A település 604 méteres tengerszint feletti magasságban helyezkedik el.

## Fordítás
- Ez a szócikk részben vagy egészben  a   Ramsau im Zillertal című angol Wikipédia-szócikk ezen változatának fordításán alapul.  Az eredeti cikk szerkesztőit annak laptörténete sorolja fel. Ez a jelzés csupán a megfogalmazás eredetét és a szerzői jogokat jelzi, nem szolgál a cikkben szereplő információk forrásmegjelöléseként.